# Mesalina ayunensis
Mesalina ayunensis är en ödleart som beskrevs av  Arnold 1980. Mesalina ayunensis ingår i släktet Mesalina och familjen lacertider. IUCN kategoriserar arten globalt som otillräckligt studerad. Inga underarter finns listade i Catalogue of Life.